# Fortaleza de Sagres
A Fortaleza de Sagres, também referida como Castelo de Sagres ou Forte de Sagres, é um monumento militar, situado junto da vila de Sagres, no município de Vila do Bispo, na região do Algarve, em Portugal. A fortaleza foi construída no século XV, durante o período do Infante D. Henrique. Foi muito danificada pelo Sismo de 1755, tendo sido reconstruída nos finais dessa centúria, embora de forma muito modificada. Foi alvo de grandes obras de remodelação nas décadas de 1960, 1990, e 2010. No seu interior destaca-se a Igreja de Nossa Senhora da Graça, igualmente construída durante o período henriquino.
A fortaleza é de grande importância histórica, devido à sua ligação ao Infante D. Henrique e aos Descobrimentos Portugueses, tendo em 2018 sido o monumento mais visitado no Algarve, e provavelmente em toda a região a Sul do Tejo.

## Descrição

### Localização
O forte situa-se no Cabo de Sagres, um promontório escarpado a Leste do Cabo de São Vicente com cerca de um quilómetro de comprimento, 300 m de largura e 40 m de altitude. O local de implantação foi escolhido em função da sua posição privilegiada para controlar uma grande extensão de costa. Atualmente, o local faz parte do Parque Natural do Sudoeste Alentejano e Costa Vicentina, possuindo uma complexa biodiversidade, tanto do ponto de vista da fauna como da flora, com exemplares únicos na região.

### Composição

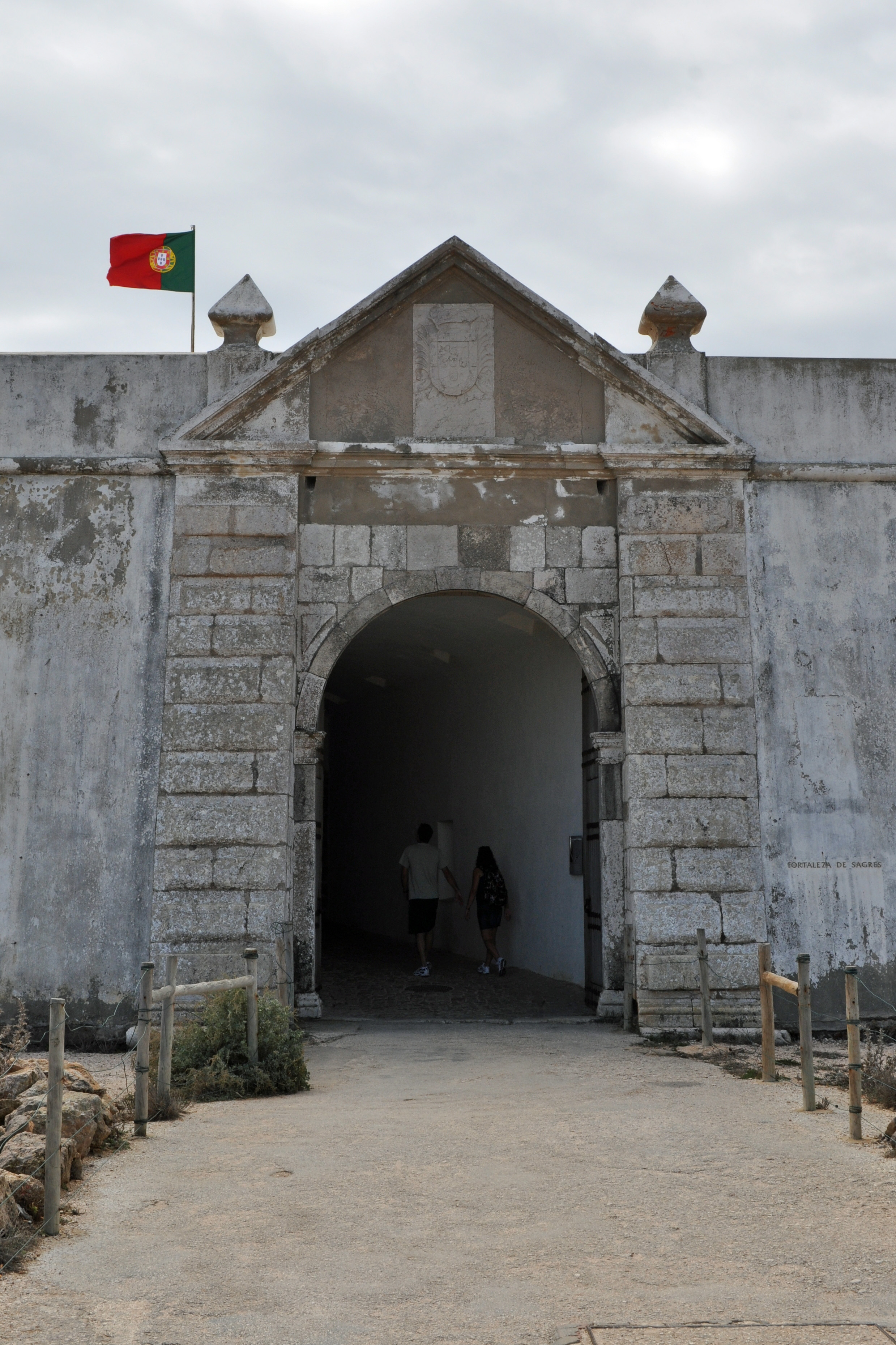
Portão de entrada da fortaleza, em 2012.

#### Muralha e portão monumental
A fortaleza apresenta arquitectura renascentista e maneirista. Na sua totalidade, o complexo apresenta uma forma sensivelmente poligonal, incluindo uma cortina amuralhada, e seis baterias viradas contra o oceano. As muralhas são rematadas em ambos os lados por baluartes, e no centro têm uma torre em cavaleiro, no qual está situada a porta principal da fortaleza. Desta forma, fechava-se completamente a entrada do promontório, sendo os baluartes utilizados igualmente para proteger as duas baías de ambos os lados da fortaleza. Esta configuração, com a fortificação a fechar a única entrada de um promontório rochoso, melhorava consideravelmente as condições de defesa, existindo outros exemplos no Sul do país, embora utilizando cursos de água em vez da faixa litoral, como o Castelo de Paderne e o Ribat de Arrifana, igualmente no Algarve, e os castelos de Cola e Mértola, no Alentejo.
Em 1843, a torre tinha tinha cerca de 50 palmos (11.43 m) de altura, e era de formato quadrangular, mas com os parapeitos a formarem um pentágono, virado para o exterior da fortaleza. Estes parapeitos tinham aberturas para servirem de canhoneiras. Além destas estruturas, a fortaleza também possui várias baterias, e diversos canhões sobre carros de apoio. O portal, no estilo neoclássico, tem cunhais em pedra de alvenaria trabalhada, sendo duas pedras almofadadas, enquanto que a terceira funcionava como base. Os cunhais foram modificados durante obras da Direcção-Geral dos Edifícios e Monumentos Nacionais, tendo a sua largura sido alterada de 60 cm para 1 m. Pela porta principal da fortaleza acede-se a um túnel, que desemboca num torrão central. Este túnel já existia em 1843, passando nessa altura por baixo dos reparos e da torre central, por um compartimento em abóbada. Esta sala dava acesso ao interior da fortaleza através de uma porta, perto da qual também estava a entrada para o corpo da guarda, adossada à torre. Nas sondagens arqueológicas, foram descobertos vestígios de um fosso e de uma ponte levadiça, na entrada da fortaleza.

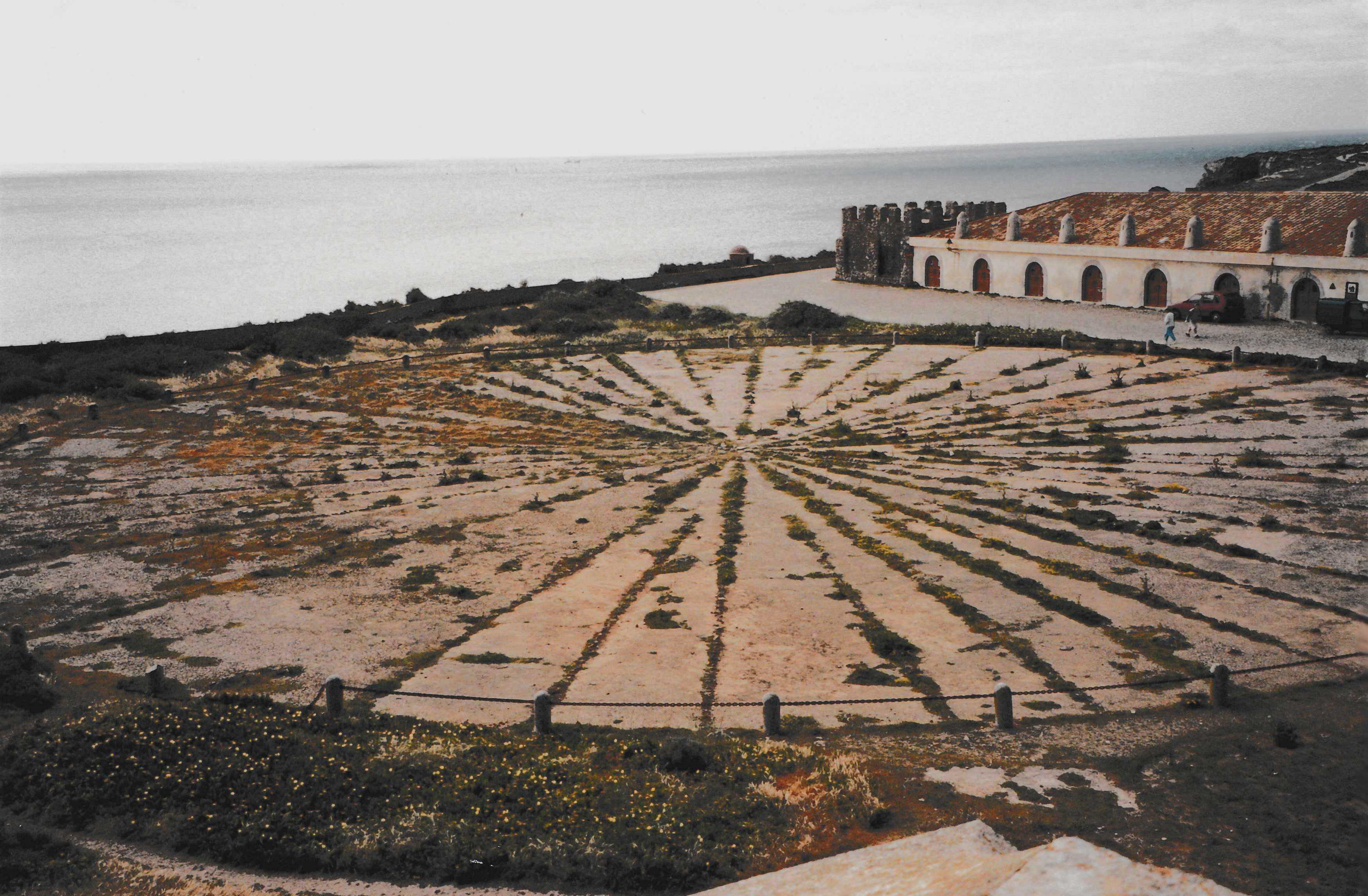
Interior da Fortaleza, em Maio de 1996. No centro está a chamada Rosa dos Ventos, vendo-se à direita os edifícios dos anos 60, que foram substituídos na década de 1990.

### Terrapleno e edifícios
No interior da fortaleza existiam vários edifícios, incluindo um grupo conhecido como correnteza, que estavam adossados a uma muralha no lado Sul da praça de armas. Estes edifícios eram formados pela Casa do Cosmógrafo, a Casa do Governador e a Casa do Infante. Posteriormente, foram ocupados pela Casa dos Capitães, e várias residências e camaratas. Fora da praça de armas, mais a Sul, estava um outro imóvel que foi identificado como um paiol, e que depois foi utilizado como cavalariça, do qual restaram as ruínas. Também existiam vários armazéns, diversas baterias com canhões, e uma cisterna, que é um dos poucos vestígios originais da Vila do Infante.
A Oeste da igreja estava um edifício de planta rectangular, com cobertura de quatro águas e um só pano na fachada principal, com nove portas. O edifício central era de forma quadrangular, e era composto originalmente por dois corpos principais, ambos de dois pisos, ligados por uma cortina de muralha. A fachada principal do primeiro corpo não tinha embasamento e terminava numa cornija e beiral, e estava rasgada por três portas e duas janelas no piso térreo, enquanto que o primeiro andar possuía cinco janelas. O segundo corpo, a Este do primeiro, era conhecido como Casa do Governador, e apresentava uma planta de forma rectangular, cuja fachada principal também não tinha embasamento e era rematada por um beiral, tendo duas portas no piso térreo e duas janelas no superior. A fortaleza possui igualmente um auditório.
O complexo da fortaleza inclui igualmente uma estrutura circular conhecida como Rosa dos Ventos, descoberta no século XVII, não existindo teorias definitivas sobre qual seria o seu significado, podendo ter sido um relógio solar. É composta por várias pedras de dimensões desiguais, formando uma estrela radiada com 32 rumos. A Rosa dos Ventos pode estar ligada a uma ermida de planta circular dedicada a Santa Maria, que teria sido construída por ordem do Infante no interior da vila.
No sentido de orientar e informar os visitantes, foram criados vários roteiros com painéis descritivos sobre as várias partes do monumento, e espécies vegetais e animais no promontório. Também foi instalada uma passadeira com cerca de dois quilómetros, destinada aos visitantes de mobilidade reduzida.

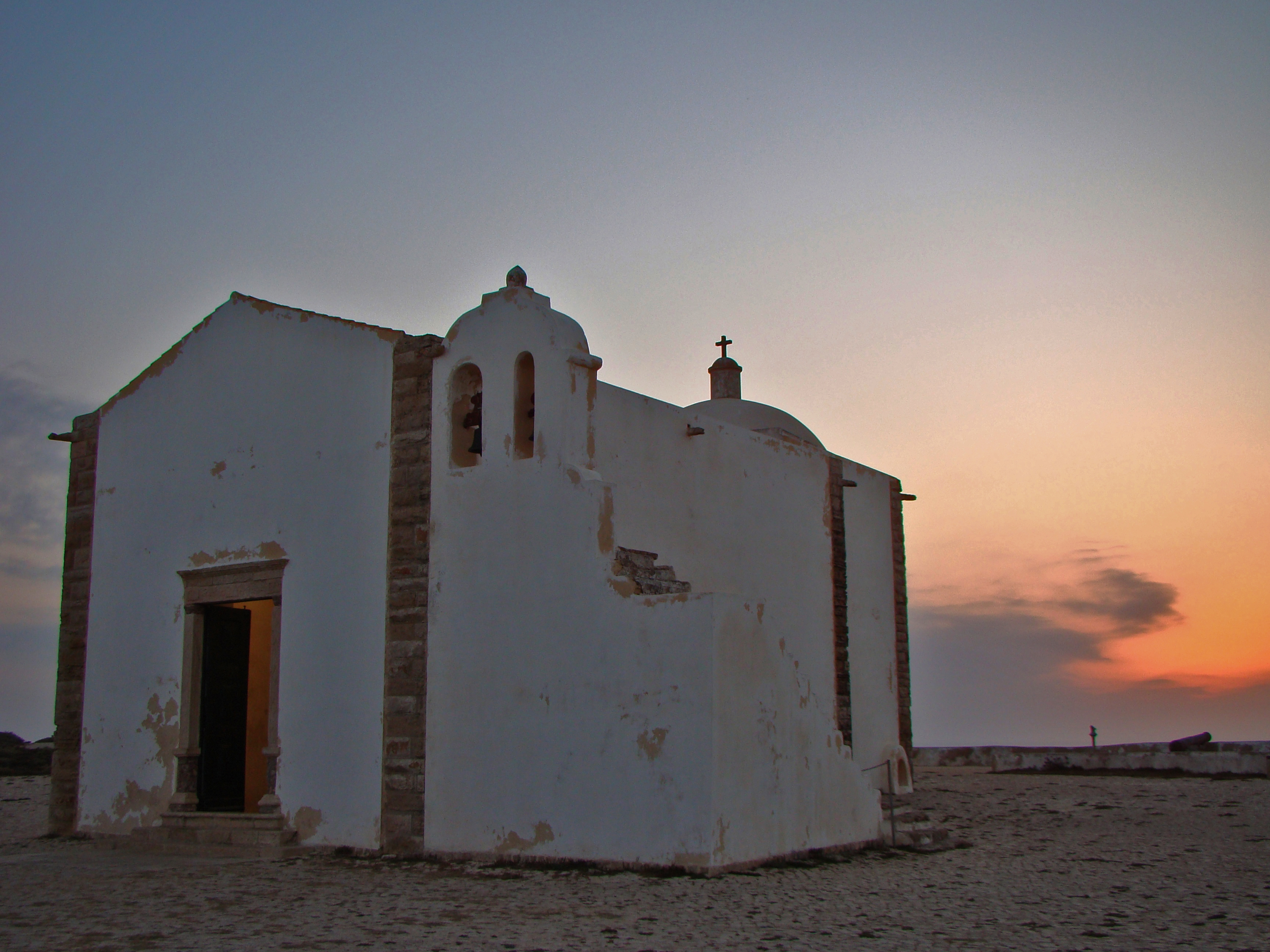
Igreja de Nossa Senhora da Graça, em 2010.

### Igreja de Nossa Senhora da Graça
No interior da fortaleza encontra-se a Igreja de Nossa Senhora da Graça, fundada durante o período henriquino, sendo originalmente dedicada a Santa Maria. O edifício é de planta longitudinal, com uma só nave e uma cabeceira quadrangular, tendo ao Sul a sacristia, de forma semelhante. O interior da nave é coberto por uma abóbada de canhão, protegida por um telhado de duas águas, enquanto que a capela-mor é rematada por uma cúpula sobre trompas. As fachadas não possuem embasamento, sendo a principal de dois panos, sendo um destes relativo ao edifício da igreja em si, onde se situa o portal de entrada com lintel, enquanto que o outro corresponde ao campanário. A fachada Sul também possui dois panos, um para a sacristia e outro para a nave da igreja, abrindo-se neste último uma janela. A fachada virada a Este é igual à do Sul, igualmente com uma janela, e inclui uma escada para aceder ao campanário. No interior da igreja descata-se um conjunto de lápides sepulcrais.

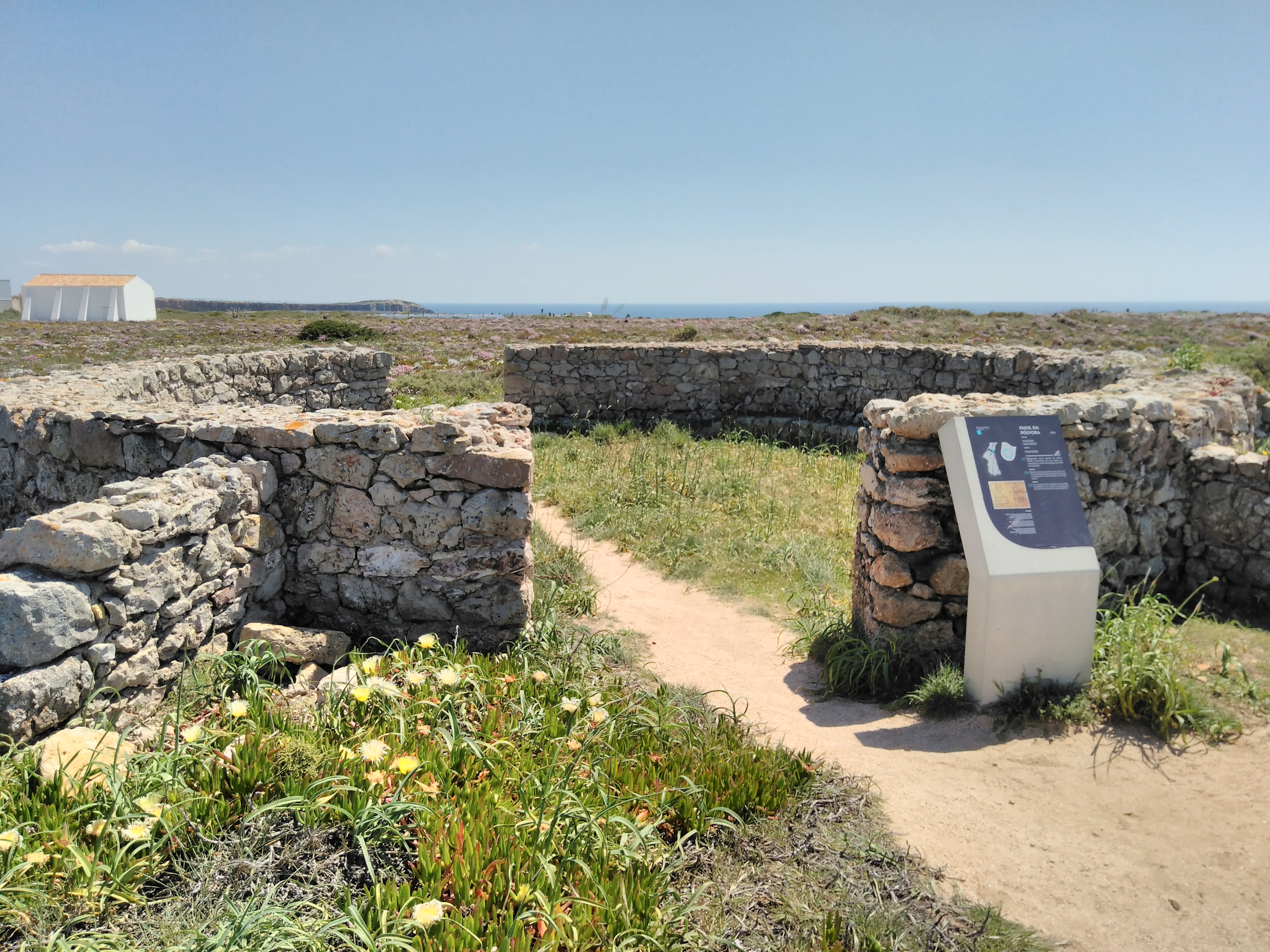
Ruínas do antigo paiol da pólvora, em 2018.

### Conservação e importância
A Fortaleza de Sagres foi classificada como Monumento Nacional por um Decreto de 16 de Junho de 1910. A Zona Especial de Protecção foi delimitada pela Portaria n.º 469/87, publicada no Diário do Governo n.º 128, Série I, de 4 de Junho de 1987. Recebeu igualmente as distinções Lugar Internacional de Cultura e Paz, do Observatório Internacional de Direitos Humanos, e Marca do Património Europeu, da União Europeia.
Em 31 de Janeiro de 2017, a fortaleza foi candidatada a Património Mundial da UNESCO, como parte da lista Lugares da Primeira Globalização. Em 2018, a Fortaleza de Sagres era o monumento mais visitado do Algarve e provavelmente na zona a Sul do Rio Tejo, tendo nesse ano registado quase meio milhão de visitantes. A gestão do edifício foi entregue à Direcção Regional de Cultura do Algarve pela Portaria n.º 829/2009, publicada no Diário da República n.º 163, Série I, de 24 de Agosto de 2009.

### Espólio
O espólio encontrado durante as escavações arqueológicas pertence maioritariamente a cronologias modernas, e inclui contentores em cerâmica, faianças, materiais de construção, pedaços de vidros, e peças em metal.

## História

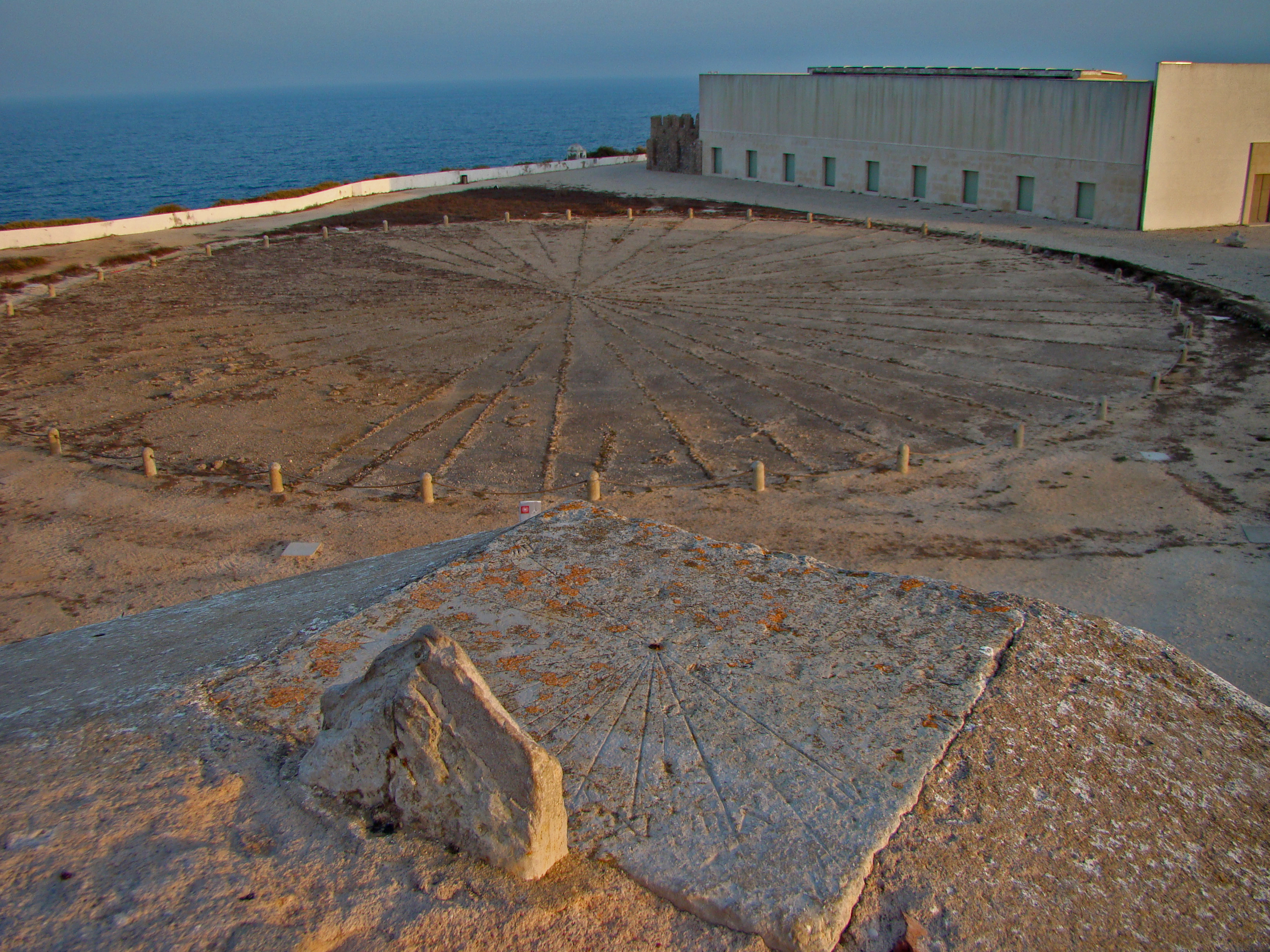
Conjunto da Rosa dos Ventos, no interior da fortaleza.

### Antecedentes
Ao longo da História, o Cabo de Sagres teve um importante papel do ponto de vista espiritual, devido à sua localização geográfica, longe dos núcleos populacionais, e à sua forma, como um grande promontório onde a terra penetra no mar. As referências mais antigas ao cabo foram feitas pelo historiador grego Éforo de Cime, no século IV a.C., que o denominou de Hieron Akroterion. Este termo foi posteriormente traduzido para latim como Promontorium Sacrum (Promontório Sagrado) por Plínio, o Velho na sua obra História Natural. A ocupação humana da região remonta pelo menos até ao Neolítico antigo, segundo os vestígios encontrados na Estação arqueológica de Cabranosa, a Noroeste da aldeia de Sagres. Durante o período romano, é possível que fosse um local de culto ao deus Saturno ou a Hércules. Com efeito, foram encontrados vários vestígios romanos nas proximidades, incluindo na Praia do Beliche, nos Ilhéus da Baleeira ou do Martinhal, e na própria Praia da Baleeira. O cabo adquiriu uma maior importância do ponto de vista espiritual em função de uma lenda que teria sido aí o local de sepultura de São Vicente, após ter sido martirizado pelo oficial romano Públio Daciano. Durante o período muçulmano poderá aí ter existido um edifício dedicado ao culto daquele santo, que foi descrito pelo geógrafo Idrisi como o Templo do Corvo. Este templo teria sido principalmente frequentado por moçárabes e teria funcionado até ao século XII, quando os despojos mortais do santo foram transladados para Lisboa, por ordem do rei D. Afonso Henriques.

### Século XV
Em 1438, o Infante D. Henrique esteve na região do Algarve, depois da derrota militar em Tânger no ano anterior, podendo ter sido nessa altura que se começou a interessar pela região do Cabo de São Vicente. Com efeito, existem provas de que o Infante esteve várias vezes na vila de Lagos, então o principal núcleo das Descobrimentos, e com muita facilidade poderia ter acedido ao cabo, que tinha uma grande importância do ponto de vista religioso, devido à sua ligação a São Vicente. É possível que nessa altura já tivesse pensado em criar uma residência em Sagres. Em 27 de Outubro de 1443, a coroa concedeu o território do Cabo de São Vicente ao Infante D. Henrique, a título vitalício. Nesta altura, aquela região estava praticamente desabitada, tendo sido descrita num diploma de Duarte I de 1434 como um «lugar solitário e deserto, muito afastado das povoações», tendo o Infante manifestado a sua intenção de «fazer certa povoação ou povoações cercadas» na carta de doação, em 1443. Nos vários anos seguintes, esteve empenhado em criar um senhorio próprio na região de Sagres, tendo o historiador Alberto Iria avançado em 1961 uma teoria sobre a localização original da povoação fundada pelo Infante para a sua residência. Assim, esta seria formada por vários edifícios rodeados por um circuito amuralhado, no mesmo local onde foi depois construída a fortaleza de Sagres. Com efeito, posteriormente foram descobertos vários vestígios das muralhas originais no mesmo local. O complexo original foi desenhado por um autor inglês no século XVI, sendo visível na gravura um edifício central com uma pequena escada e duas chaminés, que poderia ter sido onde ele viveu e faleceu. Esta comunidade não era ainda conhecida como Sagres, tendo o Infante D. Henrique feito referência ao seu senhorio como «a dita vila do infante», «a minha vila de Terçanaball» e «a minha vila de Terçanaval». Estas últimas denominações não correspondiam propriamente à povoação, mas à região em que se implantava, enquanto que vila não era empregue como uma categoria de localidade, mas como uma referência às antigas villas romanas, como locais de retiro dos mais abastados.
Segundo a tradição, o Infante também fundou uma escola de navegação em Sagres. Porém, a Vila do Infante só terá começado a ter condições de funcionamento cerca de 1446, vários anos depois de terem sido feitos importantes avanços na navegação litoral africana, como a passagem do Cabo Bojador por Gil Eanes, desfazendo o mito da Escola de Sagres. Porém, esta tradição foi sensivelmente baseada em acontecimentos históricos, já que o cabo terá sido uma das inspirações para o Infante ter lançado as navegações africanas, pelo que se pode afirmar que Sagres teve um papel primordial no arranque dos Descobrimentos Portugueses. No entanto, a existência da Escola de Sagres não pode ser totalmente descartada, embora num local diferente, por exemplo na vizinha vila de Lagos, que foi o principal centro das navegações henriquinas.
Em 1459, o Infante mudou-se para o Barlavento algarvio, onde ficou até ao seu falecimento, onde se dedicou, entre outras funções, ao desenvolvimento da sua vila de Terçanabal. Com efeito, nesta altura a vila ainda era considerada um local pouco agradável, embora tenha conhecido algum crescimento na década de 1450, devido principalmente aos acompanhantes do Infante e a várias pessoas que foram ali colocadas em degredo. Devido a este aumento populacional, o Infante ordenou a criação da paróquia de Santa Maria em 14 de Outubro de 1459, «em local outrora bravio e depois povoado», que foi entregue à Ordem de Cristo. Entretanto, em 1454 o navegador veneziano Cadamosto chegou à Vila do Infante, onde foi contratado por D. Henrique para participar nos Descobrimentos. O Infante D. Henrique faleceu em 13 de Novembro de 1460, na sua vila em Sagres. Após a sua morte, a vila entrou num período de declínio, tendo mudado várias vezes de administrador até ao final do reinado de D. João II, em 1495. Com efeito, em 29 de Outubro de 1471 o rei D. Afonso V fez a doação do senhorio da vila, até ao Cabo de São Vicente, a Rui de Sousa, enquanto que em 22 de Junho de 1487, um habitante da Raposeira, Rodrigo Anes, recebeu mercê da capitania da vila de Sagres. Em 1 de Abril de 1495 foi-lhe concedida a alcaidaria-mor, por D. João II. Em 1498, o filho de Rui de Sousa, João de Sousa, herdou o senhorio de Sagres após a morte do seu pai, tendo depois passado para a sua descendência, os condes do Prado e marqueses das Minas.
A fortaleza de Sagres terá sido construída ainda durante o século XV, para defender a faixa litoral algarvia, principalmente a costa Oeste, e as rotas marítimas entre o Oceano Atlântico e o Mar Mediterrâneo. Era considerado o elemento mais importante do sistema de defesa da faixa costeira, tendo nas suas proximidades outras duas fortalezas, a do Belixe e de São Vicente. Também servia para defender o porto de Sagres, que ainda tinha uma certa importância, sendo utilizado por mercadores internacionais, além de servir como centro de uma indústria piscatória. A Igreja de Nossa Senhora da Graça também terá sido construída durante o período henriquino.

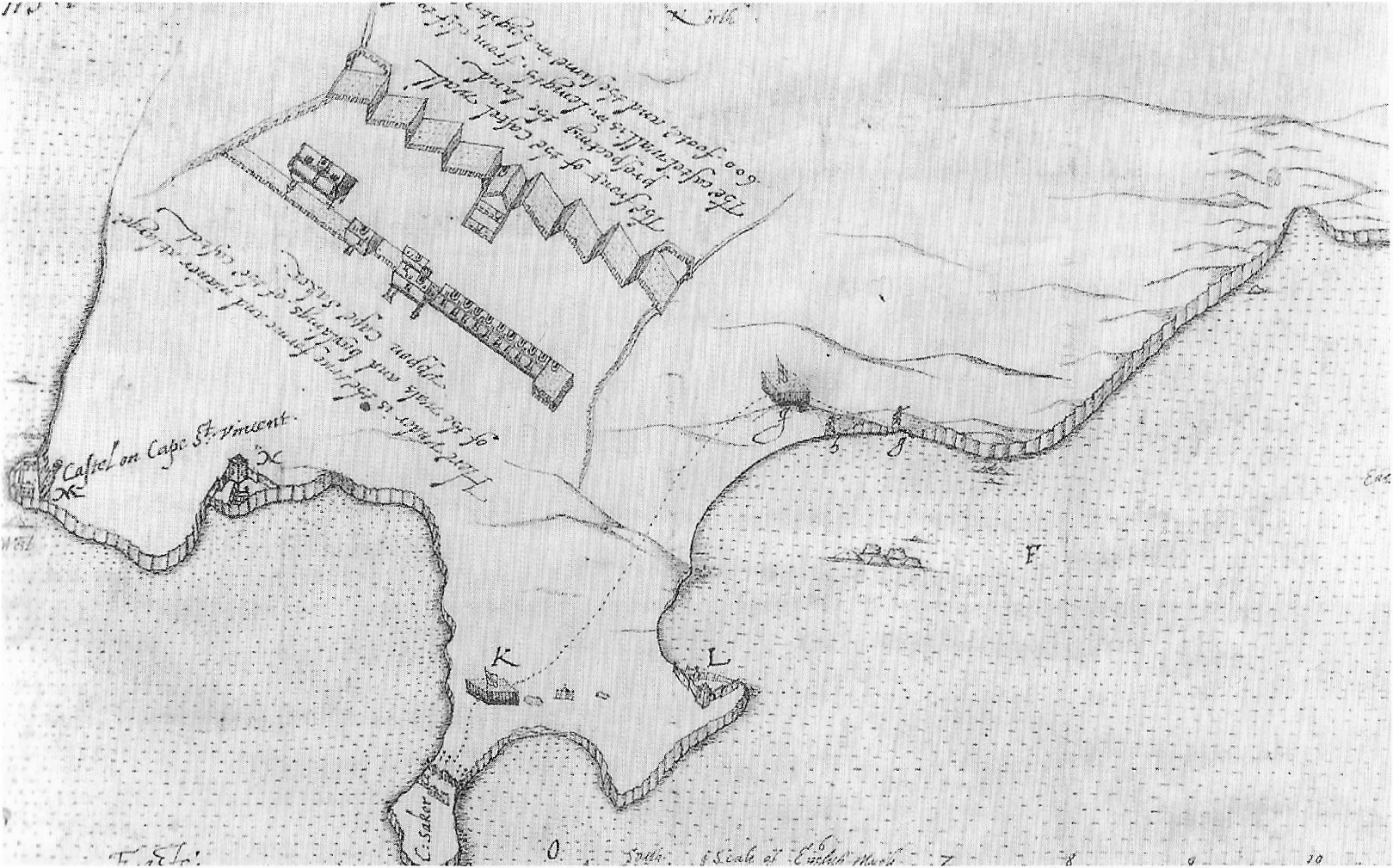
Gravura inglesa de 1587, mostrando a região dos Cabos de Sagres e de São Vicente. A fortaleza está representada duas vezes, na sua localização no centro e no fundo, e depois detalhadamente no centro esquerdo da imagem.

### Século XVI
Inicialmente, Sagres não era freguesia, tendo os habitantes de se deslocar até à vila da Aldeia do Bispo para ter os serviços religiosos, situação que era agravada pela distância considerável entre as duas localidades. Este problema foi resolvido com a fundação da freguesia e da paróquia em 12 de Novembro de 1519, por D. Manuel, que também ordenou a construção da igreja matriz. Esperava-se com estas medidas fosse travado o progressivo declínio da freguesia, que ao mesmo tempo estava a tornar-se cada vez mais num posto militar. Em 4 de Outubro de 1521, o filho de Rodrigo Anes, Alexandre de Freitas, recebeu as patentes de capitão e alcaide-mor da vila de Sagres. Após o seu falecimento em Azamor, estas funções passaram para o seu irmão Manuel de Freitas, que tomou posse em 19 de Julho de 1536, sendo por seu turno substituído por Belchior Barreiros. Sagres chegou a possuir um pequeno concelho, que foi posteriormente anexado ao de Vila do Bispo, tendo nessa altura sido destruídos grande parte dos documentos e livros da antiga autarquia.
Em 1587, o corsário Francis Drake fez várias incursões nas faixas costeiras do Algarve, tendo saqueado a povoação de Sagres, e destruído grande parte da fortaleza. As forças inglesas fizeram um desenho do edifício antes de iniciar o saque, o que constitui provavelmente o registo visual mais antigo daquela fortificação.

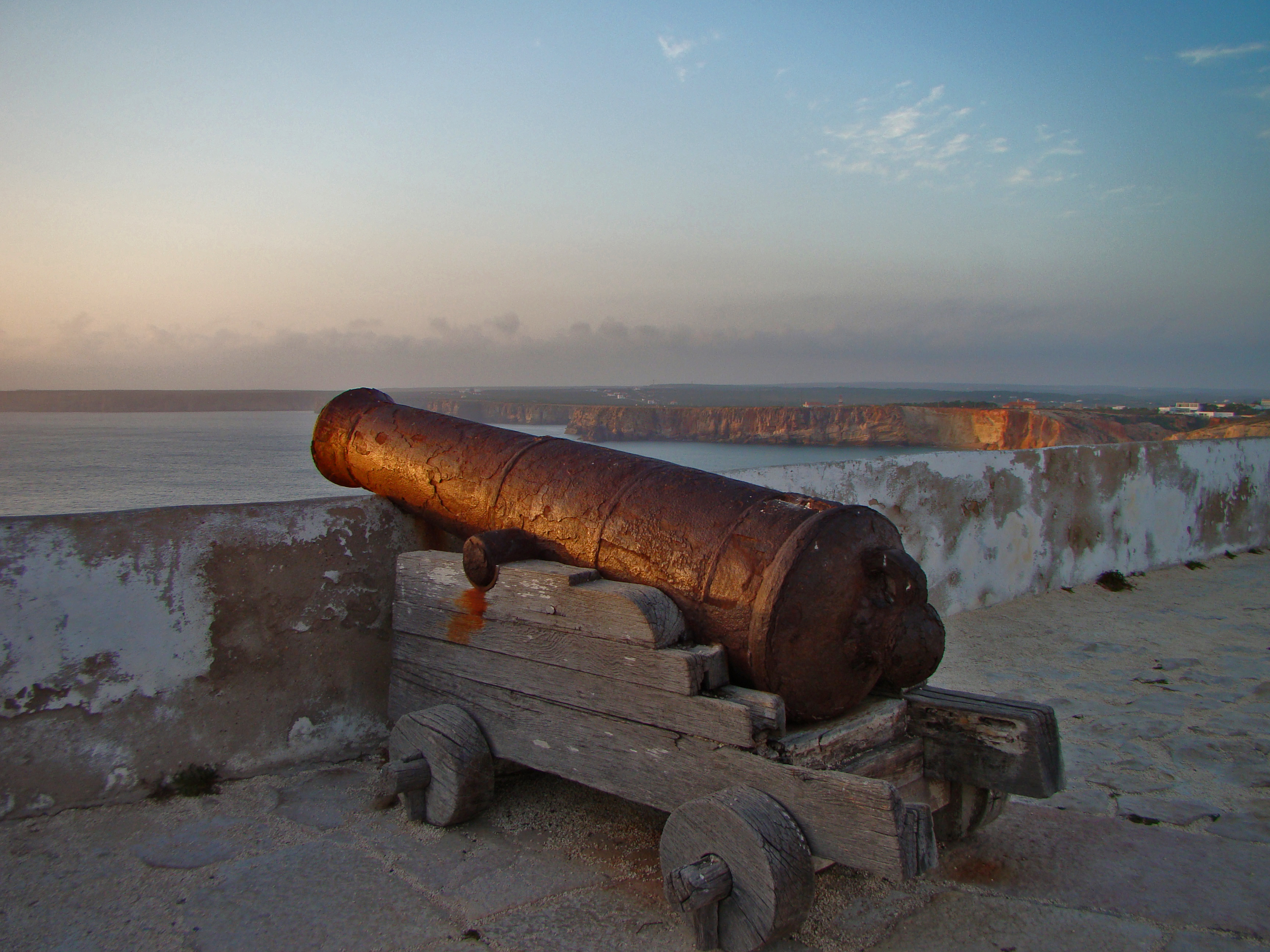
Canhão dentro da fortaleza.

### Séculos XVII e XVIII
Em 1631 o rei de Portugal e Espanha, Filipe III, ordenou a reparação de algumas partes da muralha que estavam derrubadas, no lado exterior da fortaleza. Segundo o historiador Ataíde Oliveira, as fortalezas de São Vicente e de Sagres submeteram-se sem resistência logo após a Restauração da Independência, em 1 de Dezembro de 1640, que libertou o país do domínio espanhol. Após 1640, foi instalada uma estrutura fortificada exterior, segundo o sistema do Conde de Pagan. Também durante o século XVII, foi descoberta uma estrutura circular, conhecida como rosa dos ventos.
O complexo foi muito danificado pelo Sismo de 1755, tendo-se perdido as muralhas originais. As obras de reconstrução só foram feitas a partir de 1793, coordenadas por José de Sande Vasconcelos, que seguiu um novo modelo, levando a alterações profundas na planta da fortaleza. As obras incidiram principalmente sobre os quartéis, a Casa do Governador, o edifício adossado à cisterna, a igreja, os armazéns militares e a muralha externa. O conjunto fortificado apresenta planta poligonal com grandes cortinas que acompanham a falésia. A parte voltada para a terra é o hornaveque (obra corna) enquadrado por dois baluartes com uma poterna neoclássica ao centro da cortina. O perimetro fortificado engloba toda a ponta de Sagres. Estes trabalhos ficaram recordados numa placa que foi colocada sobre a entrada da fortaleza. De acordo com pesquisas arqueológicas feitas em 2008 e registos em documentos, as estruturas do túnel de acesso e o torreão central foram construídas durante um período de cerca de 24 anos, na transição do século XVIII para o XIX, embora tenham sido encontrados vestígios de uma edificação anterior, provavelmente da antiga muralha henriquina, na parede Norte do torreão central.

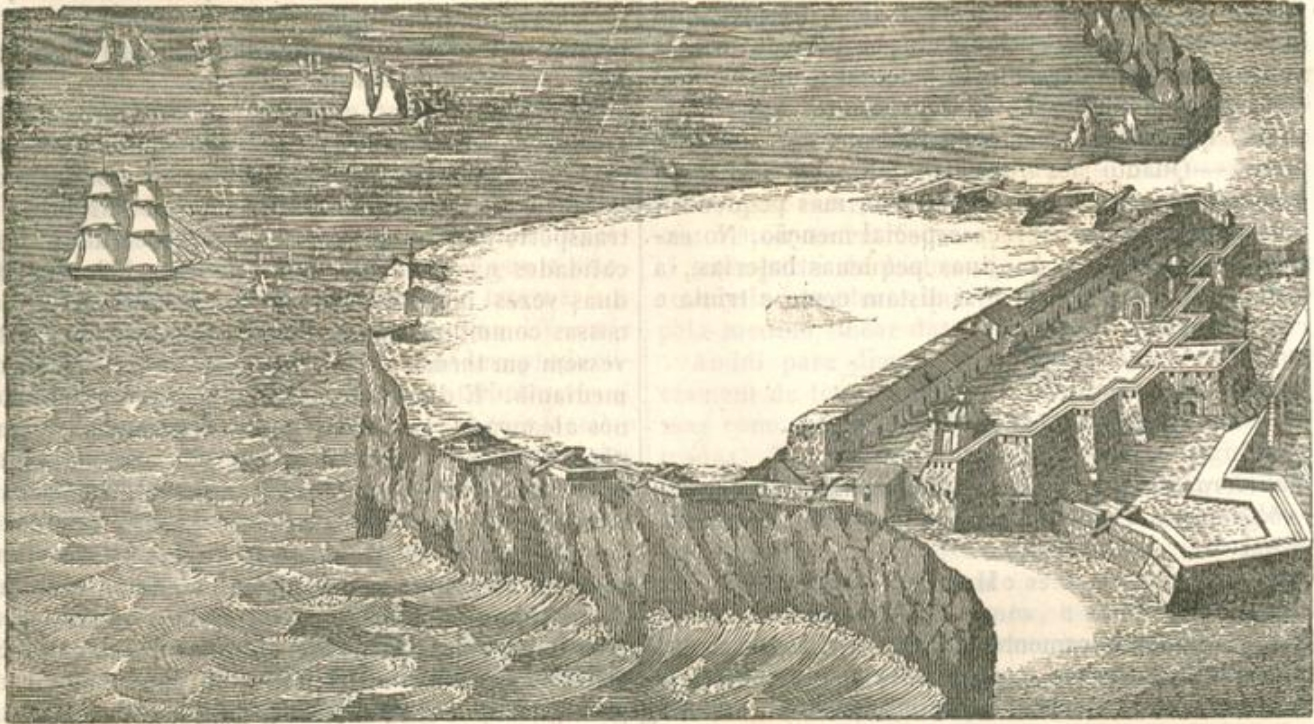
Gravura da Fortaleza de Sagres, publicada no jornal O Panorama n.º 71, de 1843, baseada num desenho mais antigo mostra o revelim.

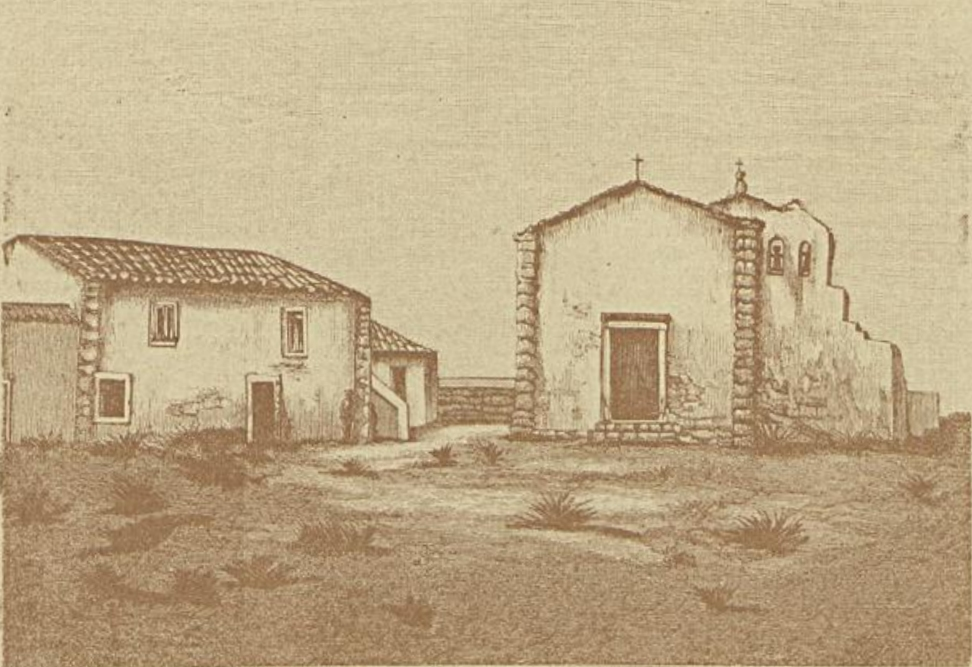
Gravura de uma casa e da capela no interior da Fortaleza, retirada do jornal O Ocidente n.º 548, de 1894.

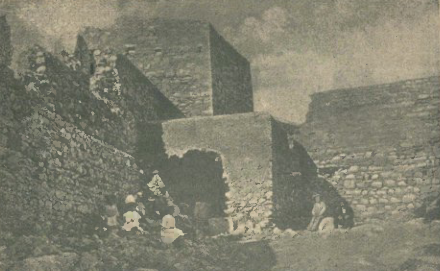
Fotografia da Fortaleza de Sagres em ruínas, publicada na Revista do Algarve em 1925.

### Séculos XIX e XX
Em 1840, foi instalada uma lápide comemorativa do Infante D. Henrique junto à entrada da fortaleza, por iniciativa de Sá da Bandeira. Em 1843, Sagres era um local de reduzida população, enquanto que a fortaleza em si já tinha perdido grande parte da sua importância, possuindo apenas uma diminuta guarnição, e já não tendo o fosso. O cabo e a fortaleza foram descritos na obra Une excursion au cap Saint-Vicent et au cap Sagres, publicada por Germon de Lavigne em 1886, notando-se que nessa altura estava ocupada apenas por um pequeno destacamento de infantaria, parte da guarnição de Lagos: «C'est une grande bâtisse précédée d'un ouvrage fortifié qui barre le plateau à 2 kilomètres en avaint de la pointe. Ce bâtiment est ocupée par une petit poste d'infanterie détaché de la garnison de Lagos. Ces deux kilomètres sont incultes, sauvages ou do moins encombrés d'une aussi triste végétation que celle qu'on rencontre aux approches du phare Saint-Vicent. Ici, au cap, s'élèvent, à 40 mètres, un grand mat sémaphorique et un édifice servant de bureau télégraphique, on voit passer, por ranger le cap Saint-Vicent, tous le navires allant ao sud ouest, aux archipels, à lá côte d'Afrique, à lá Méditerranée ou en venant. Ils échangent des signaux, ils se font connâitre et saluent le pavillon portugais. Nos finais do século XIX e durante o século XX, a fortaleza deixou de ter funções de defesa.
Uma vez perdida a sua função estratégica, a fortaleza ganhou importância como símbolo dos Descobrimentos Portugueses. Em 16 de Junho de 1910, foi classificada como Monumento Nacional. Apesar disto, na década de 1920 o imóvel encontrava-se em avançado estado de ruína, tendo o jornalista Julião Quintinha descrito a fortaleza em 1925 como uma «vasta necrópole de lembranças — pedras tombadas, torres caídas, muros a derrocarem, que ámanhã arrastarão para o fundo do oceano aquele mármore heráldico que ainda ali pousa, onde estão gravadas
as armas do Infante D. Henrique, timbradas com a cabeça de serpente, e a celebre divisa «Talent de Bien Faire». É esta lapide pobre, de modestos lavrados, o unico sinal que nos recorda o homem, misterioso, casto e duro, que, apaixonado pelo mar, sob o sol do Algarve queimou a flôr da juventude — esse estranho filho de reis, mestre da ordem de Cristo, que foi feito duque em Tavira, que foi general das armas em toda a costa de África e, entre vários titulos, teve os senhorios de Lagos e Sagres». Em 1921, foi redescoberta a formação da Rosa dos Ventos.
A ligação da fortaleza aos Descobrimentos e ao Infante D. Henrique valeu-lhe uma especial atenção durante o período do Estado Novo, que tinha como uma das principais ideologias o engrandecimento do seu passado histórico, sendo o Infante considerado um dos maiores heróis nacionais. Uma das maiores manifestações de propaganda do Estado Novo foi o evento das Comemorações Centenárias de 1940, onde D. Henrique teve um papel prepoderante, pelo que durante a organização dos festejos surgiu a iniciativa de construir um monumento à personagem histórica dentro da fortaleza de Sagres. Neste sentido, foram abertos vários concursos entre as décadas de 1930 e 1950, mas sempre sem resultado. Na sequência destas tentativas falhadas, a Direcção-Geral dos Edifícios e Monumentos Nacionais executou várias obras de restauro na fortaleza, durante a década de 1960, no âmbito dos quinhentos anos após a morte do Infante D. Henrique. Nesta altura, a fortaleza já estava num avançado estado de degradação, estando abandonado e parcialmente em ruínas. Esta intervenção incluiu o restauro dos edifícios no interior da fortaleza, que a tradição indicava serem do período do Infante D. Henrique, tendo num deles sido instalado o Centro de Estudos Ultramarinos, enquanto que a Casa do Governador foi aproveitada como dormitório feminino da Mocidade Portuguesa. Num terceiro edifício, de construção mais recente, foi instalado um posto de informação turística, uma casa da guarda e alojamentos para os faroleiros. Também foram feitas obras de restauro na igreja, e foi criado um auditório dentro de um edifício abobadado, que servia principalmente para passar documentários sobre o Infante D. Henrique. Foi durante obras feitas por aquele organismo que foram alargados os cunhais do portal, na entrada principal do monumento. No âmbito destas obras, foi feito um estudo dos documentos históricos sobre a história de Sagres e da sua fortaleza, e para descobrir onde seria originalmente a Vila do Infante. O resultado destas investigações foi principalmente baseado nos estudos de Fontoura da Costa, que defendia que a antiga povoação henriquina estava sensivelmente no mesmo local onde foi posteriormente construída a fortaleza. Assim, partiu-se do princípio que os vestígios mais antigos encontrados no local tinham sido construídos no local e faziam parte da vila do Infante, sendo estes formado pela Rosa dos Ventos, e por um lanço de muralha no interior, que foi parcialmente ocultado pelo conjunto de casas, conhecido como correnteza. Um dos principais bases para a reconstrução dos edifícios foi uma gravura de 1587, desenhada durante o período dos ataques de Francis Drake ao Algarve, e que era a mais antiga representação conhecida da fortaleza. Estas obras geraram alguma polémica sobre a questão da autenticidade do património, e os métodos de restauro utilizados, tendo-se criticado a reconstrução dos edifícios como uma tentativa de recriar uma autenticidade que podia não ser verdadeira.
A Zona Especial de Protecção foi primeiro definida por uma portaria de 17 de Maio de 1962, publicada no Diário do Governo n.º 128, Série II, de 30 de Maio, tendo sido modificada pela Portaria n.º 550/86, publicada no Diário do Governo n.º 221, Série I, de 25 de Setembro, e novamente pela Portaria n.º 469/87, publicada no Diário da República n.º 128, Série I, de 4 de Junho, que repôs os limites de 1962. Em 28 de Fevereiro de 1969, ocorreu um sismo que provocou graves danos na região do Algarve, incluindo na Fortaleza de Sagres.
Na década de 1980, foram feitas novamente obras de conservação no forte, pela Direcção-Geral dos Edifícios e Monumentos Nacionais. O concurso, feito em 1988, foi principalmente pensado no sentido de adaptar o monumento à procura turística.
Em 1991, começaram a ser construídos os novos edifícios no interior da fortaleza, durante o mandato de Pedro Santana Lopes como Secretário de Estado da Cultura. No entanto, estas obras provocaram a contestação das populações locais, que criticaram o projecto de João Carreira, devido às suas linhas modernas, num local que era considerado de grande simbolismo histórico. Devido a esta polémica, uma parte dos novos edifícios não chegou a ser construída, que consistia num corredor com cerca de 260 m de comprimento por 8 m de altura e 6 m de largura, onde seria mostrada a Via dos Descobrimentos. O Decreto-lei 106F/92, de 1 de Junho, criou o Instituto Português do Património Arquitectónico, tendo a fortaleza de Sagres ficado sob a sua responsabilidade. Entre 1996 e 1997 foram feitos trabalhos de valorização dos arranjos exteriores do monumento, igualmente planeados por João Carreira. Nesta altura também foram pintadas de branco as muralhas da fortaleza. Os novos edifícios foram inaugurados em 12 de Julho de 1997, durante o mandato de Manuel Maria Carrilho como Ministro da Cultura. Nos finais de 1997, o retábulo da Capela de Catarina, no interior da Fortaleza de Belixe, foi transportado para o forte de Sagres, por motivos de segurança.

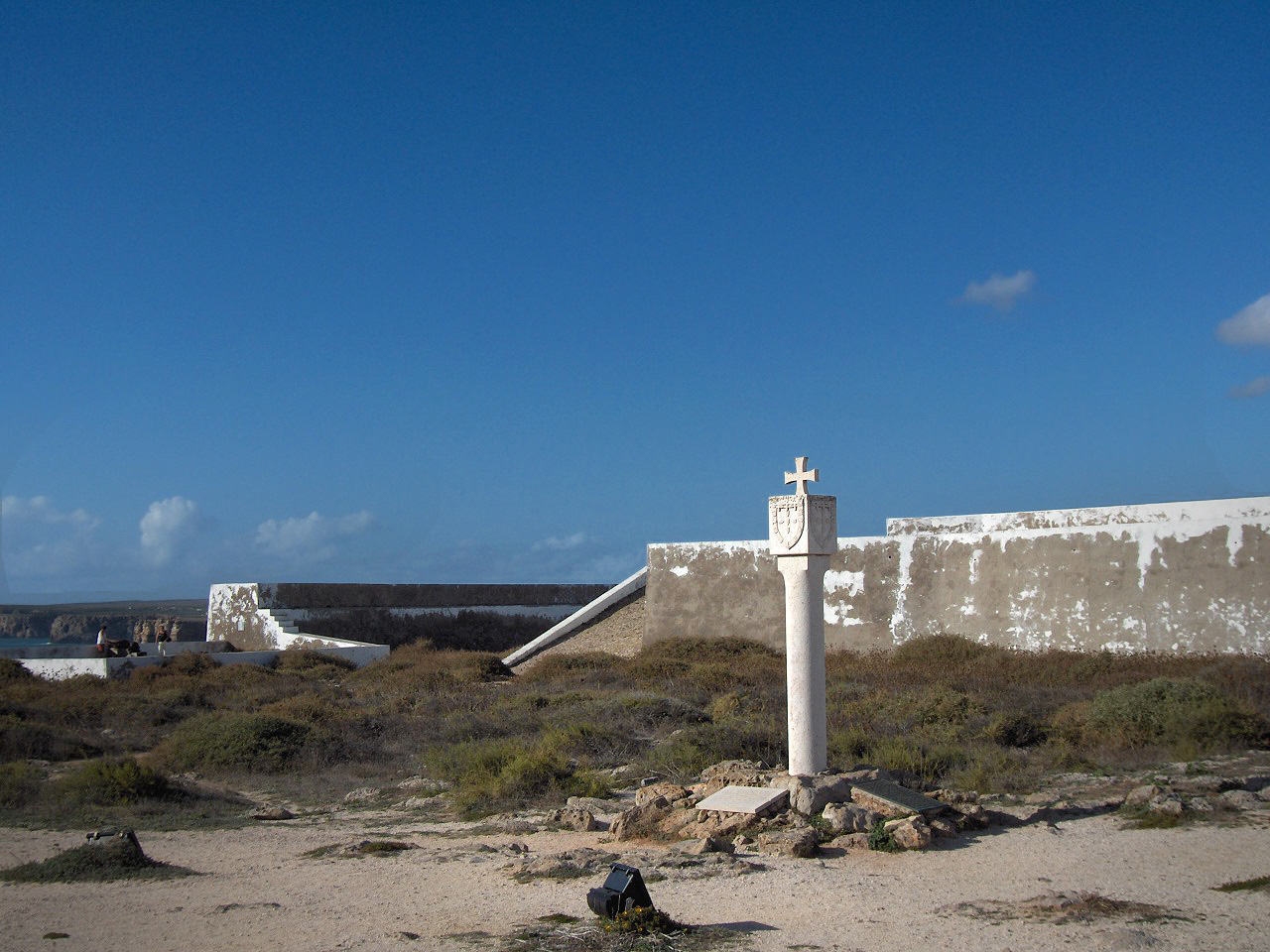
Padrão comemorativo dos Descobrimentos Portugueses, em 2006.

### Século XXI

#### Década de 2000
Nos princípios da década de 2000, Sagres chegou a ser candidata a Património Mundial da UNESCO, embora em 2003 a comissão portuguesa tenha encerrado o processo, tendo sugerido em vez disso que a vila fosse inserida numa candidatura de maior âmbito geográfico, relativa à Costa Vicentina.
Em 2005, foram feitas sondagens arqueológicas, no âmbito do Projecto de Espaços Exteriores da Envolvente da Fortaleza de Sagres, tendo-se tentado identificar a configuração original do portal e a sua evolução do ponto de vista arquitectónico, e o arranque da ponte levadiça, nos acessos à entrada da fortaleza. Também foram descobertas as dimensões e o formato do fosso. Em Novembro de 2005, os edifícios no interior da fortaleza foram danificados por um temporal, pelo que o monumento foi parcialmente encerrado ao público. Em Dezembro de 2006, a Ministra da Cultura, Isabel Pires de Lima, divulgou a lista dos 21 monumentos nacionais que iriam entrar no concurso para as Sete Maravilhas de Portugal, sendo a fortaleza de Sagres um dos concorrentes. Nessa altura, o presidente da Região de Turismo do Algarve, Hélder Martins, criticou o avançado nível de degradação em que se encontrava a fortaleza, devido à sua importância tanto a nível regional como nacional, sendo o monumento mais visitado no Algarve, e o terceiro em Portugal, depois do Santuário de Fátima e do Mosteiro dos Jerónimos.
A Portaria 1130/2007, de 29 de Novembro, determinou que a exploração da Fortaleza de Sagres passasse a ser feita pela Direcção Regional de Cultura do Algarve. Nessa altura, ainda não tinham sido feitas obras nos edifícios danificados pelo temporal de 2005, estando o Centro de Exposições num estado de abandono, além que as muralhas também já estavam a necessitar de obras de restauro. Esta situação foi criticada pelo presidente da Câmara Municipal da Vila do Bispo, Gilberto Viegas, que afirmou que desde há vários anos que pedia para parte das receitas do monumento ficassem para a autarquia. Nesse ano, o presidente da Comissão de Coordenação e Desenvolvimento Regional do Algarve, João Faria, falou sobre a Fortaleza de Sagres durante o Congresso do Algarve, tendo argumentado que as receitas dos bilhetes, que atingim os 1,5 a 2 milhões de Euros, deveriam ser entregues a um organismo para a sua administração, de forma a melhorar a sua sustentabilidade. Em Dezembro, a Ministra da Cultura, Isabel Pires de Lima, e o ministro da Economia, Manuel Pinho, informaram que em 2008 iriam iniciar-se obras de recuperação na Fortaleza de Sagres, que numa primeira fase iriam abranger apenas o Centro de Exposições. O interior do edifício iria ser transformado num espaço cultural multimédia, onde os visitantes poderiam aprender sobre a história do local. Em 2008 foram executados trabalhos de acompanhamento arqueológico, na sequência de obras de restauro do túnel de acesso e do torrão central, no sentido de identificar as várias alterações feitas nestes dois elementos ao longo da sua história.
Entre 2009 e 2010, executou-se a primeira fase do Projecto de requalificação e valorização do Promontório de Sagres, no contexto do Quadro de Referência Estratégico Nacional e do Programa de Intervenção do Turismo, tendo a obra sido feita pelos organismos do Turismo de Portugal, Comissão de Coordenação e Desenvolvimento Regional do Algarve e Direcção Regional de Cultura do Algarve. Esta intervenção, que custou 3.466.305 Euros, consistiu em arranjos paisagísticos, obras de conservação dos paramentos exteriores e dos portões do torreão central da fortaleza, limpeza das cantarias e dos brasões, caiação das paredes internas e externas da igreja, reordenamento do espaço público na Praça de Armas, trabalhos de restauro e limpeza e estudos geofísicos na Rosa dos Ventos, onde foi instalada iluminação cénica. As obras nos espaços exteriores incluíram a instalação de uma passadeira ao longo do percurso de dois quilómetros para utentes de mobilidade reduzida, criação de vários roteiros com informações sobre os vários elementos da fortaleza, e a flora e fauna presente no seu interior. Foram igualmente requalificados os edifícios construídos na década de 1990, e melhorada a imagem do monumento, através da criação de um logotipo, fardamento para os funcionários, e a venda de material publicitário.

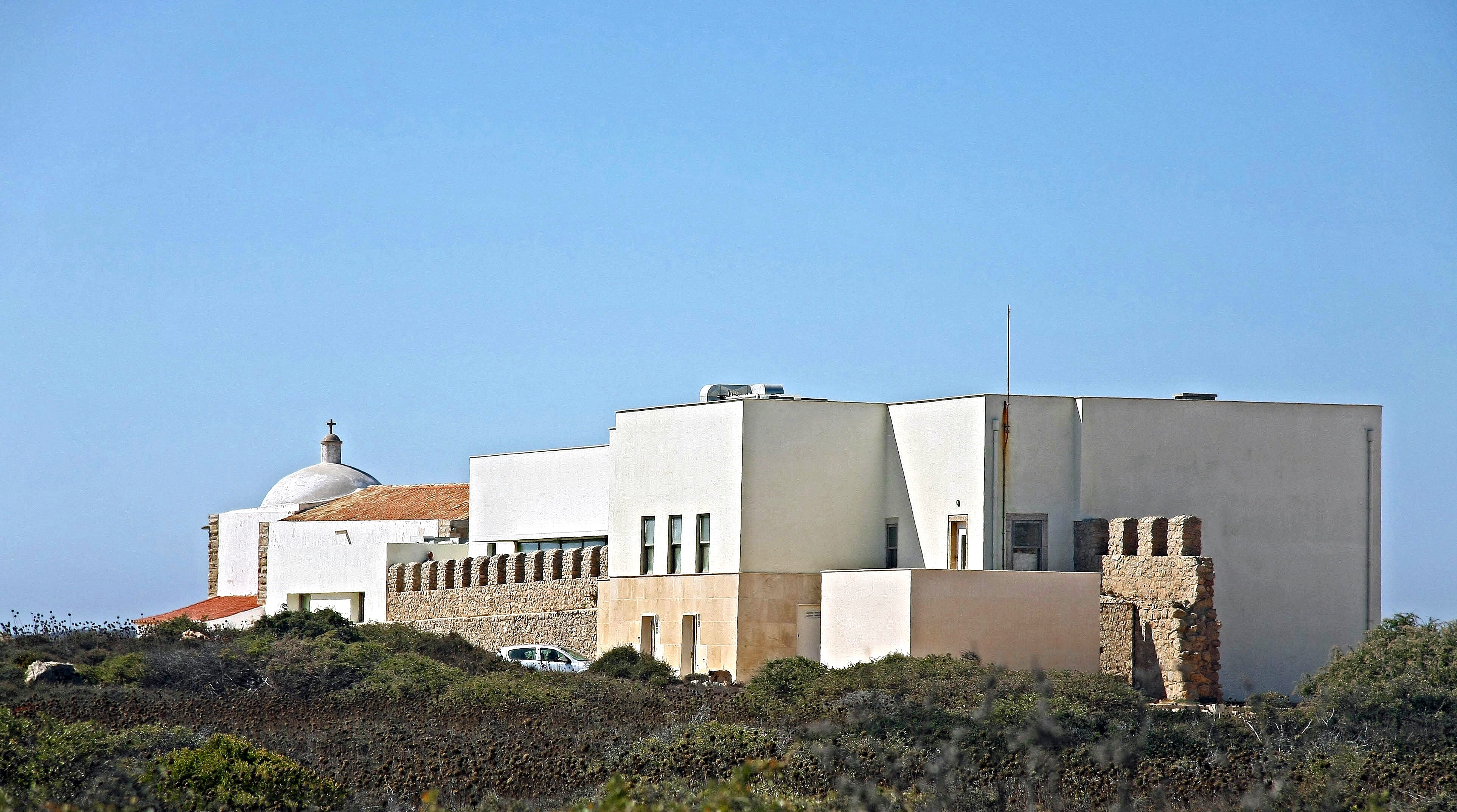
Edifícios contemporâneos no interior da fortaleza, vendo-se ao fundo a Igreja de Nossa Senhora da Graça.

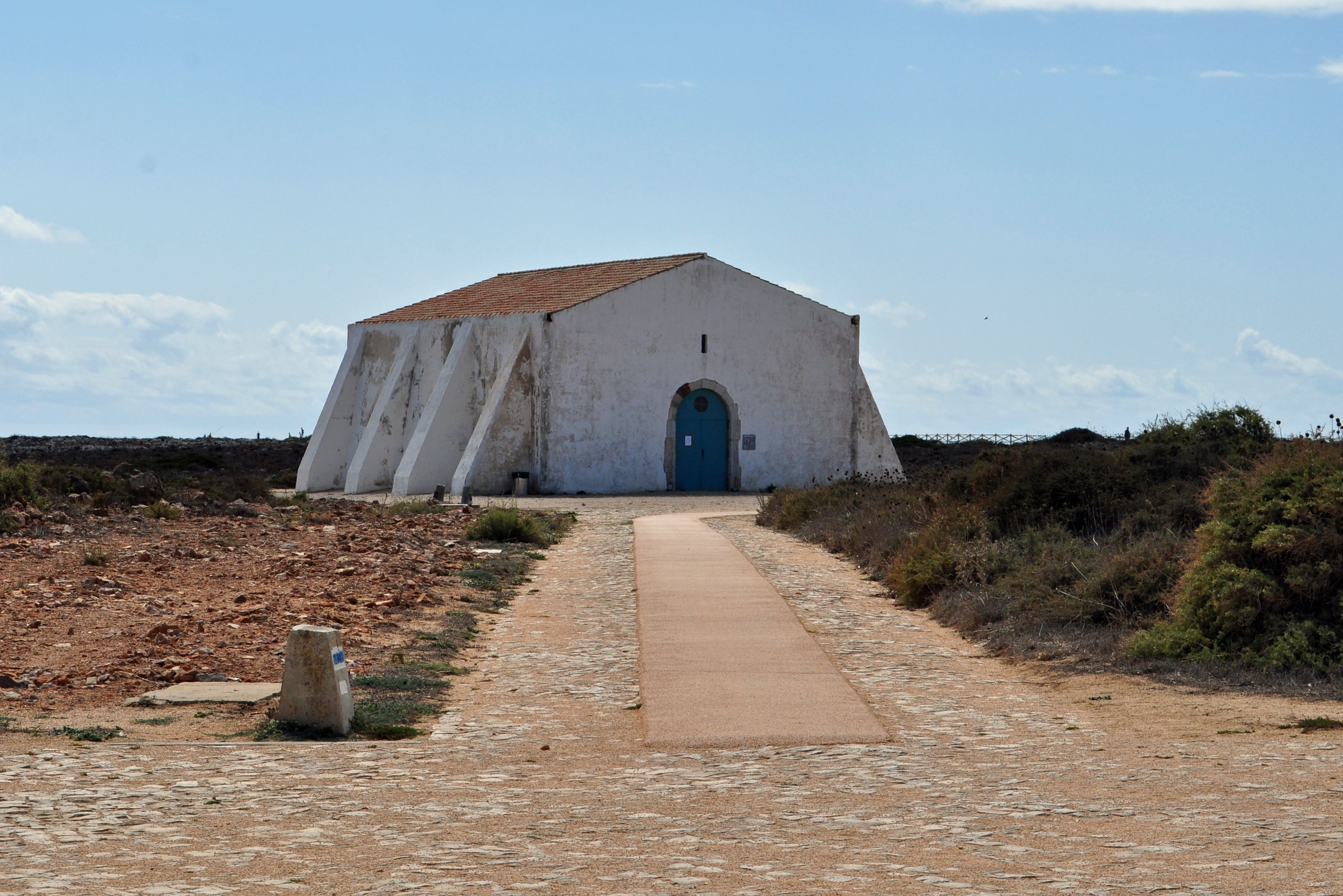
Antigo armazém de munições e abastecimentos, utilizado como auditório.

#### Décadas de 2010 e 2020
Entre Abril e Maio de 2012, foram apresentados os planos para o Centro Expositivo da Fortaleza de Sagres, obra que teve um orçamento de cerca de 1,3 milhões de Euros, e que fazia parte do programa de requalificação daquele edifício, prevendo-se naquela altura a sua conclusão para 2014. O centro expositivo seria instalado num dos edifícios construídos durante a década de 1990, que era conhecido como armazém do bacalhau. O secretário de Estado da Cultura, Francisco José Viegas, esteve numa destas apresentações em Maio, tendo declarado que este seria o elemento mais significativo da segunda fase do programa de requalificação do monumento. José Viegas afirmou igualmente que esta intervenção era de importância estratégica para o país, embora tenha admitido que ainda não estavam garantidos os fundos, no valor aproximado de quatro milhões de Euros, para iniciar a segunda fase das obras. Estas só teriam início após autorização do Ministério das Finanças, que estava dependente de uma alteração da comparticipação nacional nos fundos comunitários. Nesta altura estava-se em processo de contratação para a instalação de nova sinalética, a construção dos painéis fotovoltaicos, de forma a produzir a própria energia eléctrica, e para a empreitada de restauro das muralhas, incluindo a instalação de iluminação cénica.

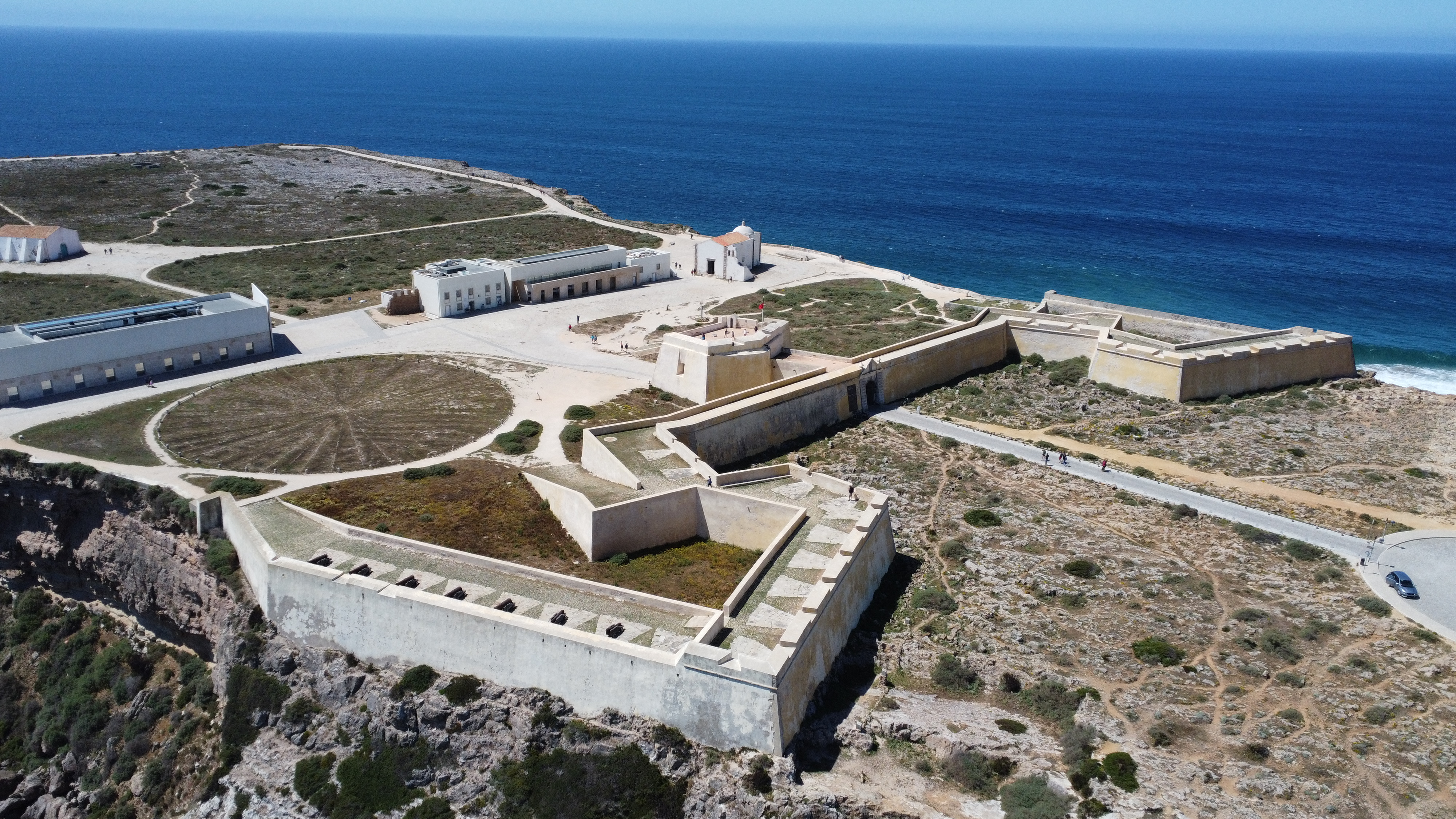
Vista lateral da Fortaleza de Sagres, em 2023.

Em Novembro de 2013, a Direcção Regional de Cultura do Algarve informou que os trabalhos de requalificação do auditório iriam ter início ainda nesse mês. Esta intervenção, que iria abranger apenas o interior do edifício, foi entregue à empresa Planirest, Construções Lda. por cerca de 74 mil Euros. Em Janeiro de 2014, a autarquia de Vila do Bispo incluiu no seu orçamento para esse ano a instalação de um parque para caravanas junto à fortaleza de Sagres, de forma a melhorar a segurança e a organização do estacionamento na zona de acesso à fortaleza. Em Maio desse ano, foi consignada a empreitada da Reabilitação das Muralhas e Execução da Iluminação Cénica da Fortaleza de Sagres, num valor de cerca de 635 mil Euros, e com um prazo de conclusão até ao final do ano. Esta intervenção englobava a instalação de iluminação cénica, e obras de conservação e restauro na igreja de Nossa Senhora da Graça, nos revestimentos dos panos de muralha, no portal da frontaria, no pavimento das baterias, no relógio de sol, e nos canhões, nos quais iriam ser igualmente substituídos dos carros de apoio. Em 2015, o monumento recebeu a distinção de Marca do Património Europeu, uma iniciativa do Parlamento Europeu e do Conselho da União Europeia para valorizar o património cultural de cada país, como forma de melhorar as relações interculturais e o sentimento de pertença no interior da comunidade Europeia. Nesse ano, a revista americana Condé Nast colocou a Fortaleza de Sagres como um dos cinquenta sítios a visitar na Europa antes de falecer.
Em Janeiro de 2017, o monumento foi encerrado para se proceder a obras de reparação, após ter sido danificado por uma tempestade. Em Fevereiro, foram autorizadas as candidaturas apresentadas pela Direcção Regional de Cultura do Algarve para intervenções em cinco monumentos, incluindo a Fortaleza de Sagres, no âmbito do Programa Operacional CRESC Algarve 2020. No caso de Sagres, este programa contemplava a instalação do Centro Expositivo Multimédia dos Descobrimentos Portugueses. Em Maio, o deputado Paulo Sá e outros membros do Partido Comunista Português visitaram a Fortaleza de Sagres, tendo-se reunido com o coordenador do monumento. Após a visita, o Grupo Parlamentar daquele partido interrogou o Ministério da Cultura sobre o processo de restauro e valorização da fortaleza, tendo o Ministério respondido que estava em curso a empreitada para a requalificação do Corpo A, onde seria instalado o Centro Expositivo Multimédia dos Descobrimentos Portugueses, prevendo-se que as obras terminassem em Agosto desse ano, enquanto que o centro em si só abriria em 2018. Também em Maio, foi lançado na fortaleza o programa Nova Escola de Sagres, organizado pela Direcção Regional da Cultura do Algarve e o Centro Ciência Viva de Lagos, que incluiu várias demonstrações históricas e científicas, como a construção de uma caravela modular, com seis metros de comprimento. Em Novembro, a directora regional de Cultura do Algarve, Alexandra Gonçalves, confirmou que o centro iria estar terminado até ao final de 2018, estando esta obra orçada em cerca de 2 milhões de Euros. O edifício deveria estar dividido em várias divisões, incluindo um espaço para a exposição permanente, outro no primeiro andar para exposições temporárias, uma loja e um café-restaurante. A exposição permanente estava dividida em seis células sobre vários temas, incluindo a recriação da vida a bordo de uma caravela, uma reconstituição da sala de trabalho do Infante D. Henrique, e uma demonstração de como o idioma português é falado em continentes distintos. O processo de construção destes edifícios gerou alguma celeuma, embora tenham contribuído para tornar a antiga praça de armas da fortaleza numa zona útil, tanto do ponto de vista cultural, através da criação do centro multimédia, como do ponto de vista dos serviços para os visitantes, como lojas e estabelecimentos de restauração.
Em Junho de 2018, a directora regional de Cultura do Algarve divulgou que estava quase concluída a revisão do caderno de encargos para o centro multimédia no forte de Sagres. Em Dezembro, a fortaleza foi homenageada com a distinção Lugar Internacional de Cultura e Paz, do Observatório Internacional de Direitos Humanos, no âmbito da formação de um cordão mundial de solidariedade, e das comemorações dos setenta anos da Declaração Universal dos Direitos Humanos e dos quarenta anos da adesão de Portugal à Convenção Europeia dos Direitos Humanos.
Em Fevereiro de 2019, foi organizado em Sagres e Lagos um programa evocativo do Sismo de 1969, cuja sessão inaugural teve lugar na fortaleza de Sagres, com a presença do presidente da república, Marcelo Rebelo de Sousa. Em Abril desse ano, o Partido Comunista criticou os atrasos nos trabalhos do Corpo A, e o facto de ainda não ter sido iniciado o processo para a instalação do centro, associando estas demoras às restrições orçamentais do governo. Em Maio desse ano, a autarquia de Vila do Bispo lançou a aplicação de telemóvel Bishop Go, com informações sobre vários pontos de interesse no concelho, incluindo o forte de Sagres. Em Outubro, foi organizada na Fortaleza de Sagres a exposição de arte Peregrinação II – Códigos para Viajantes, baseada no Códice Casanatense, um livro do século XVI sobre viagens. Em 12 de Novembro, foi celebrada, na Igreja de Nossa Senhora da Graça, uma Eucaristia em homenagem dos 500 anos da criação da paróquia e da freguesia de Sagres, tendo sido descerrada uma placa comemorativa deste evento.
Em Janeiro de 2020, a Agência Portuguesa do Ambiente anunciou que iria gastar cerca de 27 milhões de euros em obras de defesa dos monumentos contra os efeitos das alterações climáticas, incluindo a Fortaleza de Sagres, onde estava prevista a estabilização da arriba junto ao baluarte poente. Em 15 de Março desse ano, a Fortaleza de Sagres foi um dos monumentos algarvios encerrados temporariamente, no âmbito da Pandemia de COVID-19. Em 13 de Novembro de 2022, foi inaugurado o Centro Expositivo da Fortaleza de Sagres, que além de explicar aos visitantes a história dos Descobrimentos Portugueses, também inclui um centro de arte contemporânea.

Em 2024, a Câmara Municipal de Vila do Bispo estava a preparar a criação de uma rede de monumentos, museus e centros de interpretação, de forma a melhor informar os turistas sobre os pontos de interesse no concelho, e desviar parte dos visitantes da Fortaleza de Sagres.
Desde 2024 que e Fortaleza de Sagres é tutelada pela Museus e Monumentos de Portugal E.P.E.

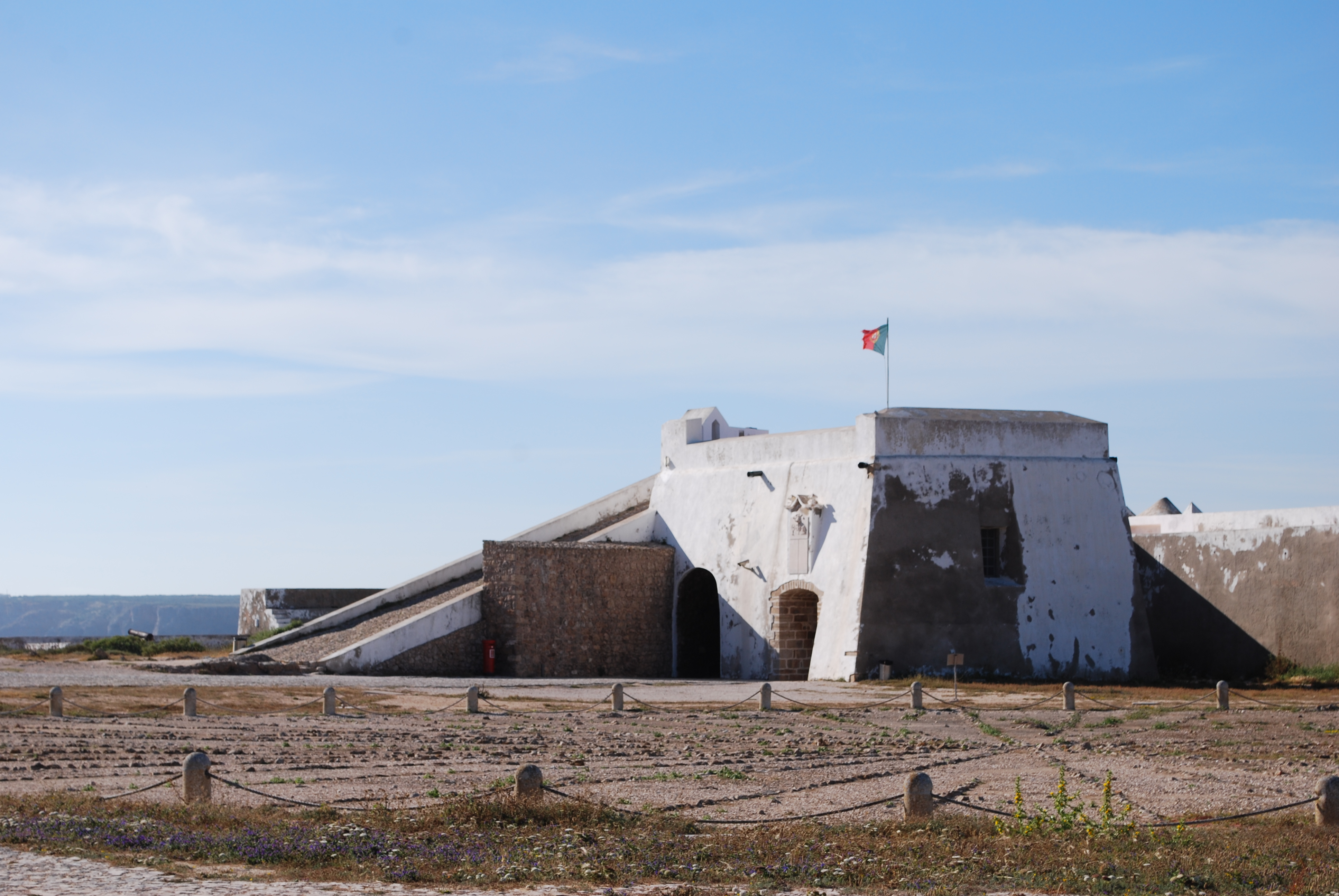
Torreão central da fortaleza, em 2010.

## Leitura recomendada
- ALMEIDA, Pedro Vieira de (2002).  ARAÚJO, Alice, ed. A arquitectura no Estado Novo: uma leitura crítica: os concursos de Sagres. Lisboa: Livros Horizonte. 261 páginas. ISBN 972-24-1219-1
- GOMES, Mário Varela; SILVA, Carlos Tavares da; MARTINS, Isilda Maria Pires (1987). Levantamento arqueológico do Algarve: concelho de Vila do Bispo. Delegação Regional do Sul. Lisboa: Secretaria de Estado da Cultura
- MAGALHÃES, Natércia (2008). Algarve Castelos, Cercas e Fortalezas. Faro: Letras Várias
- ALVES, Francisco;  et al. (2009).  MAGALHÃES, Natércia Magalhães; PARREIRA, Rui, ed. Sagres: do mar e do tempo 1.ª ed. Faro: Direcção Regional de Cultura do Algarve. 96 páginas. ISBN 978-989-95125-3-5
- MARTINS, José António de Jesus (2000). A freguesia da Vila de Sagres: estudo histórico monográfico 1.ª ed. Sagres: Junta de Freguesia de Sagres. 160 páginas
- SANTOS, Rossel Monteiro (2014).  RODRIGUES, Filipe, ed. Promontório de Sagres: altar do mundo moderno: três ciclos históricos 1.ª ed. Lisboa: Terramar. 670 páginas. ISBN 978-972-710-435-2
- SILVA, Sara Raquel; ALEMÃO, Samuel (2007). Fortaleza de Sagres. Lisboa: Tugaland. 68 páginas